# ملبيغة توتية
ملبيغيا توتية (الاسم العلمي:Malpighia coccigera) هي نوع من النباتات يتبع جنس الملبيغيا من الفصيلة الملبيغية.

## مراجع

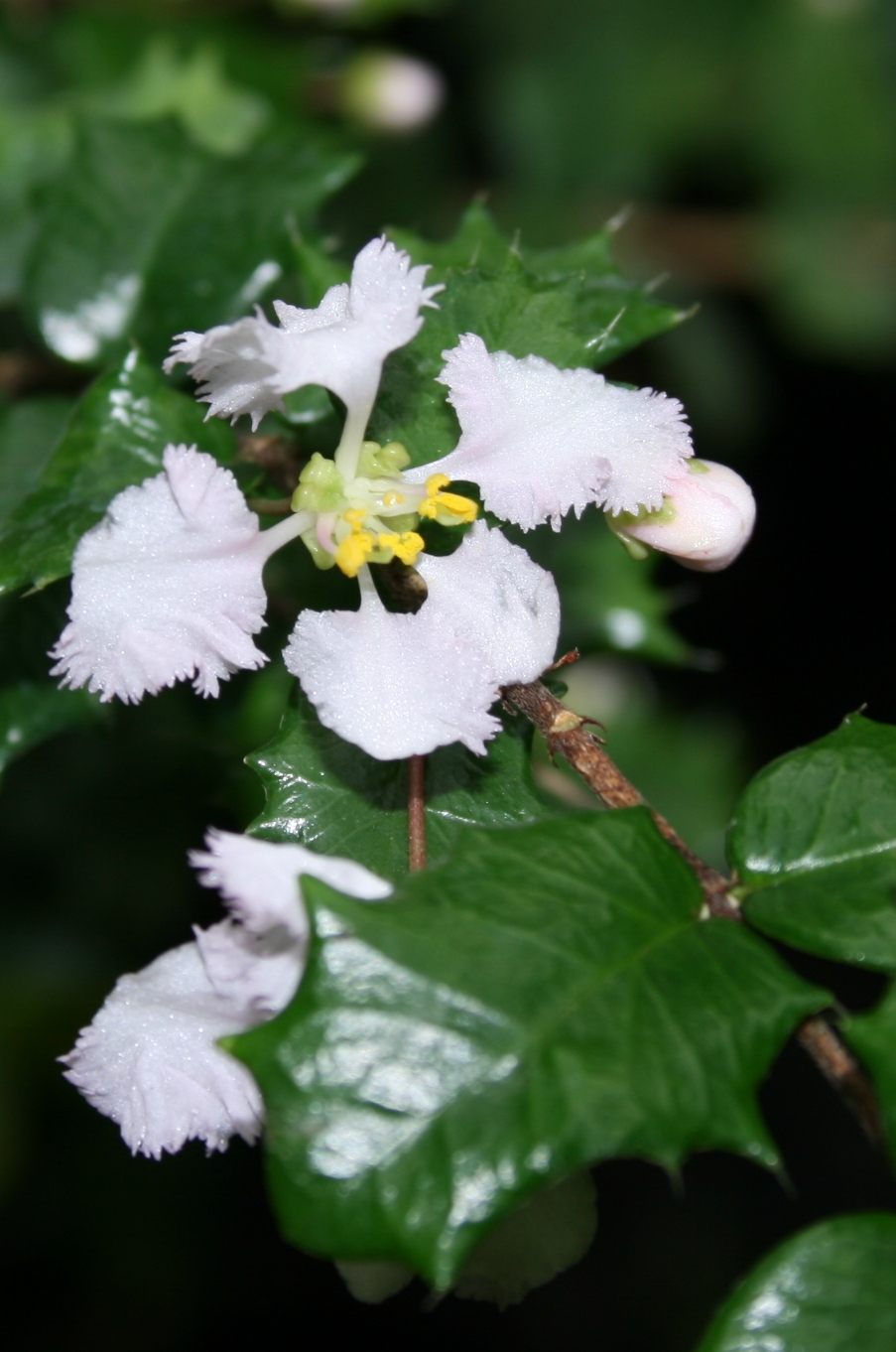